# Kapo Di Tutti Capi
Kapo Di Tutti Capi – pierwszy studyjny album polskiego rapera występującego pod pseudonimem Książę Kapota.

## Historia
Album miał swoją premierę 1 lutego 2019. Płyta ukazała się nakładem Marathon Imperium Studio, zaś jej producentem wykonawczym był Diox. Na płycie po raz pierwszy w jednym utworze pojawili się znani warszawscy raperzy Tede i Ten Typ Mes. Jest to również pierwszy od 2011 album, na którym pojawili się Tede i Peja. W pierwszym tygodniu sprzedaży płyta uplasowała się na 15 pozycji list sprzedaży OLiS.
Album składa się z 13 utworów oraz dwóch bonusów. 

## Lista utworów[1]
1. Intro (produkcja Fryta Beatz; skrecze DJ Flip)
2. Casino (produkcja Didaakt Production)
3. Fashion Killa (produkcja Fryta Beatz)
4. Dzisiaj Tak feat. Ten Typ Mes, Tede (produkcja Fryta Beatz)
5. Hajsuminati feat. R.A.U. (produkcja Fryta Beatz)
6. Melo U Kapoty (produkcja DJ Frodo, P.A.F.F.)
7. Nie Wszystko Na Teraz (produkcja DJ Zel)
8. Streetlife feat. Peja/Slums Attack (produkcja DJ Zel)
9. Tinder (produkcja Fryta Beatz)
10. Lista Gości VIP feat. Czerwin TWM, Frosti Rege, Gajowy, Głowa PMM, Jongmen, KaeN, Parzel, Łapa TWM (produkcja Fryta Beatz)
11. W2P feat. Malik Montana (produkcja Fryta Beatz)
12. Kasuj Mój Numer (produkcja Fryta Beatz)
13. Outro (produkcja Młody Grzech NWJ)
14. Właśnie Tak! (produkcja Fryta Beatz) (bonus)
15. Ave Książę Kapota (produkcja Fryta Beatz) (bonus)